# Victor Debonneville
Victor Debonneville, né le 5 février 1829 à Gimel et mort le 11 mars 1902 à Gimel, est une personnalité politique suisse, membre de la Gauche libérale (futur Parti radical-démocratique),.

## Biographie
De confession protestante, originaire de Gimel, Victor Debonneville est le fils de Marc Louis Debonneville et d'Isaline Marianne Picard. Il épouse Françoise Julie Decollogny. Il fait des études notariales à Lausanne entre 1851 et 1852. Il s'installe comme notaire à Gimel en 1899, après sa carrière politique. Il est membre du conseil général de la Banque cantonale vaudoise comme représentant des actionnaires, ainsi que de la Société vaudoise de secours mutuels. Major dans l'Armée suisse, il est grand juge au tribunal militaire entre 1874 et 1876,.

### Carrière politique
Membre de la de la Gauche libérale (futur Parti radical-démocratique), Victor Debonneville est député au Grand Conseil vaudois entre 1857 et 1885. Il est en parallèle syndic de Gimel de 1857 à 1882. Il est Conseiller aux États du 2 décembre 1878 au 1er septembre 1880, puis membre en 1884 de l'assemblée constituante nommée pour réviser la Constitution vaudoise de 1861. Il est élu au Conseil d'État le 15 avril 1885 ; il y est responsable du département de l'intérieur jusqu'au 3 mai 1899. Il élabore des lois sur l'enfance en détresse et sur la réorganisation hospitalière,,.